# Kander (Zwitserland)
De Kander is een rivier in het Berner Oberland, in het kanton Bern.
De bron (46° 28′ NB, 7° 46′ OL) van de Kander wordt door het Kanderfirn in het Blüemlisalp-gebied gevoed. In de bovenloop stroomt zij door het Gasterntal. Het deel tussen Kandersteg en Frutigen wordt in strikte zin Kandertal genoemd. Beneden Frutigen, nadat de Kander zich verenigd heeft met de Engstlige, heet het dal Frutigtal. Bij Wimmis stroomt de bijna even grote Simme in de Kander. Haar huidige laatste korte deel is kunstmatig. Zij werd bij de Kandercorrectie van 1714 in de Thunersee (monding: 46° 43′ NB, 7° 39′ OL) geleid door een geul in de Strättlighügel te maken. Daarvoor stroomde de Kander onderlangs Thun in de Aare. Daar bevindt zich nu een deel van de Glütschbach en de Thuner Allmend.
Het raften op de Kander is wegens de vele drempels levensgevaarlijk; de rivier is op de relevante gevarenkaart als onbevaarbaar aangemerkt. In juni 2008 kapseisden twee opblaasbare boten van het Zwitserse leger bij een poging om de Kander af te varen, waarbij vijf militairen om het leven kwamen.

## Zijbeken
- Birggrabe (links)
- Witefad Grabe (links)
- Sackgrabe (links)
- Leitibach (links)
- Sillerengrabe (rechts)
- Fulbach (rechts)
- Balmhornbach (links)
- Geltenbachhöhle|Geltebach (links)
- Schwarzbach (links)
- Alpbach (links)
- Allmegratbach (links)
- Öschibach (rechts)
- Schattilauenebach (links)
- Stägebach (rechts)
- Bunderbach (rechts)
- Engstlige (Entschlige) (links)
- Gunggbach (links)
- Schlumpach (links)
- Chiene (rechts)
- Louwibach (links)
- Richebach (rechts)
- Suld (rechts)
- Rossgrabe (links)
- Chüegrabe (links)
- Steinchenelgrabe (links)
- Sidersgraben (links)
- Stadelbach (rechts)
- Simme (links)
- Glütschbach (links; Teile fliessen weiter in die Aare)

## Galerie

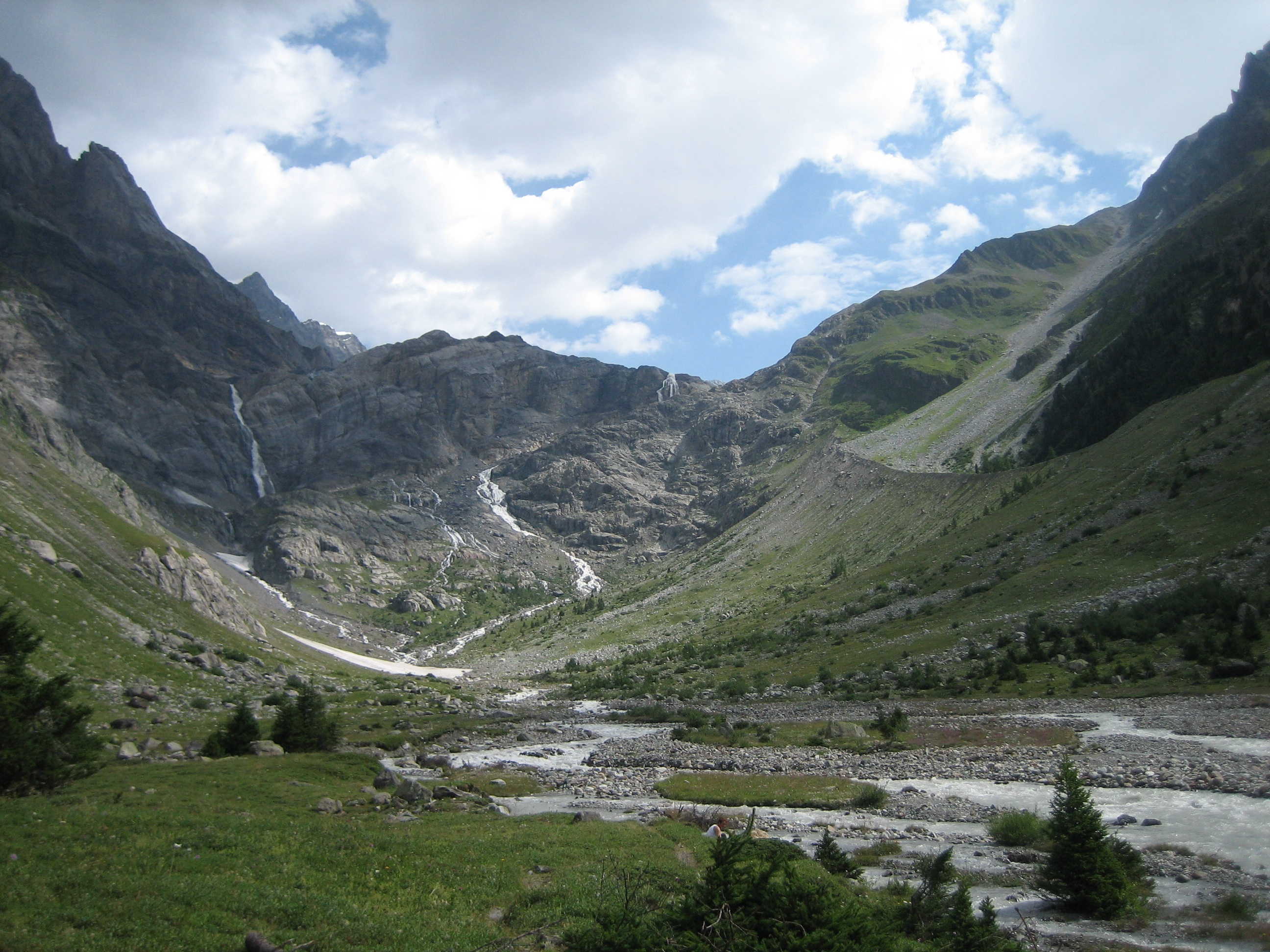
brongebied in het Gasterntal
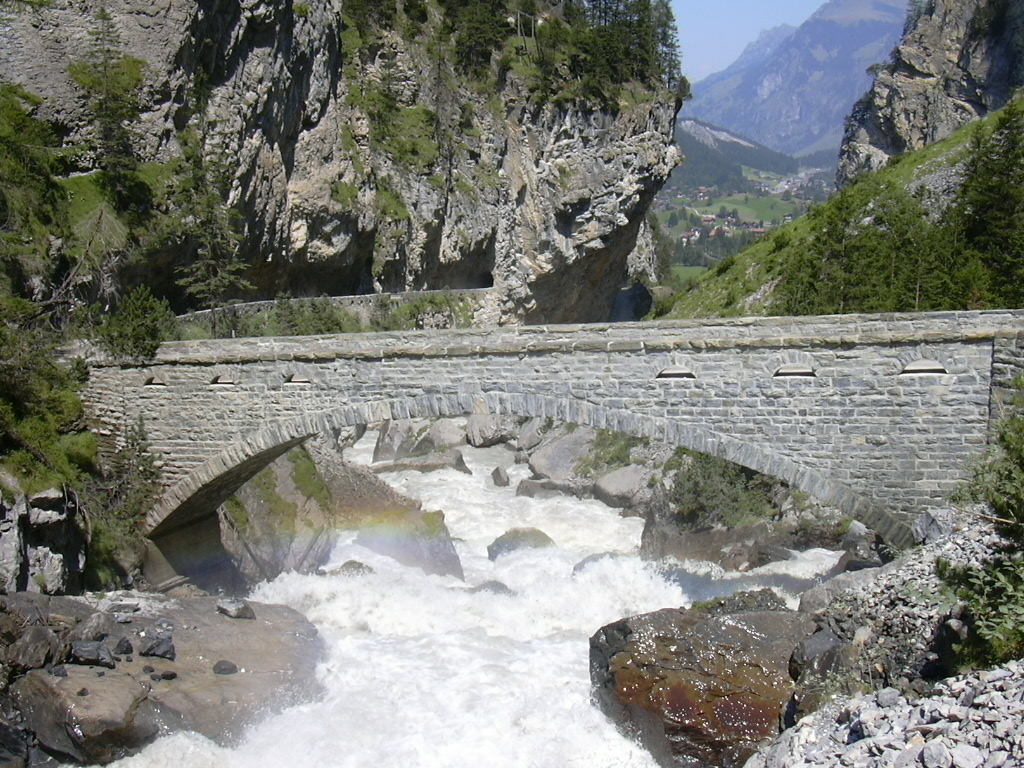
In het doorbraakdal beneden het Gasterntal
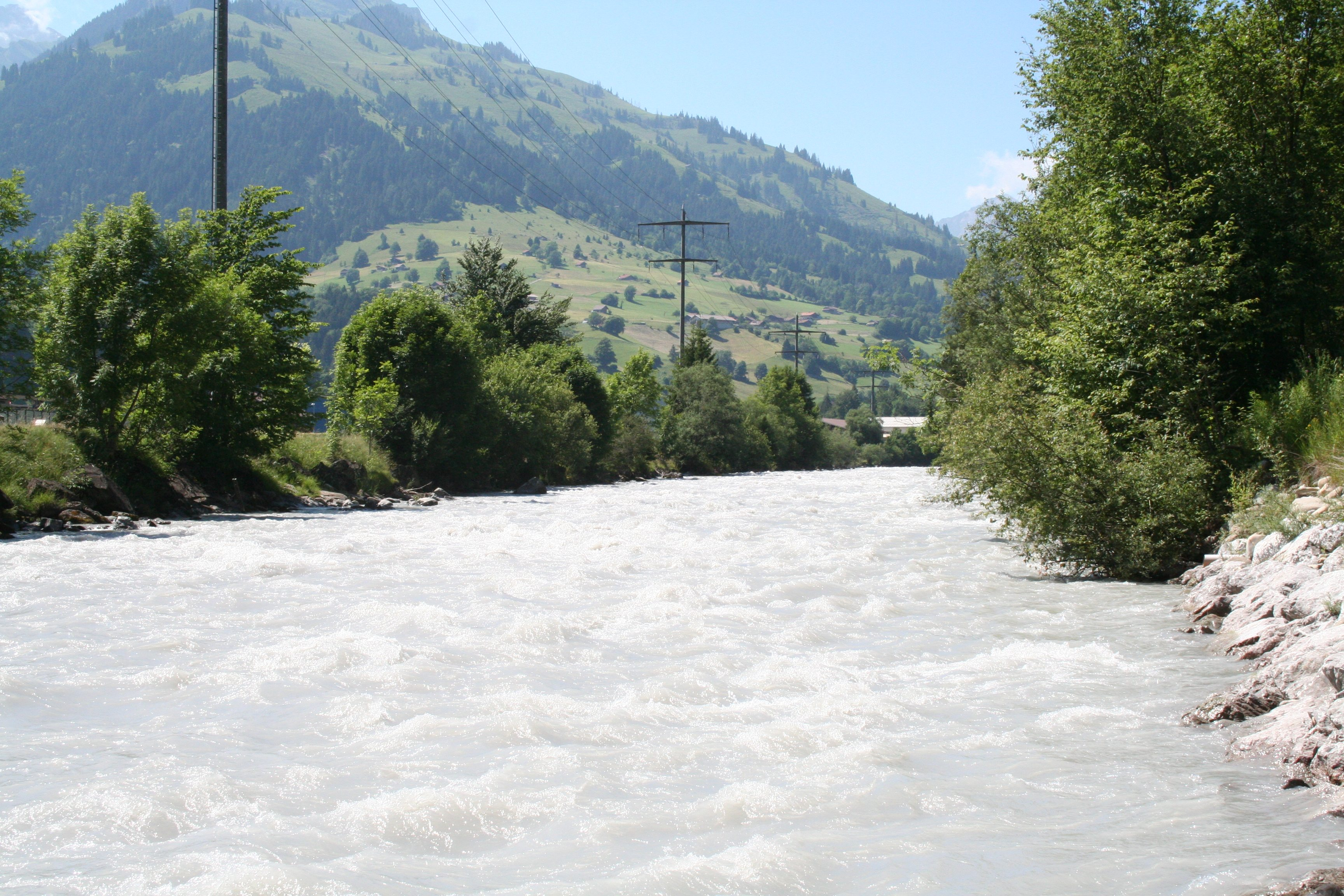
Bij Reichenbach im Kandertal